# Daphnopsis strigillosa
Daphnopsis strigillosa är en tibastväxtart som beskrevs av C.L. Lundell. Daphnopsis strigillosa ingår i släktet Daphnopsis och familjen tibastväxter. Inga underarter finns listade i Catalogue of Life.